# Instrument électromécanique

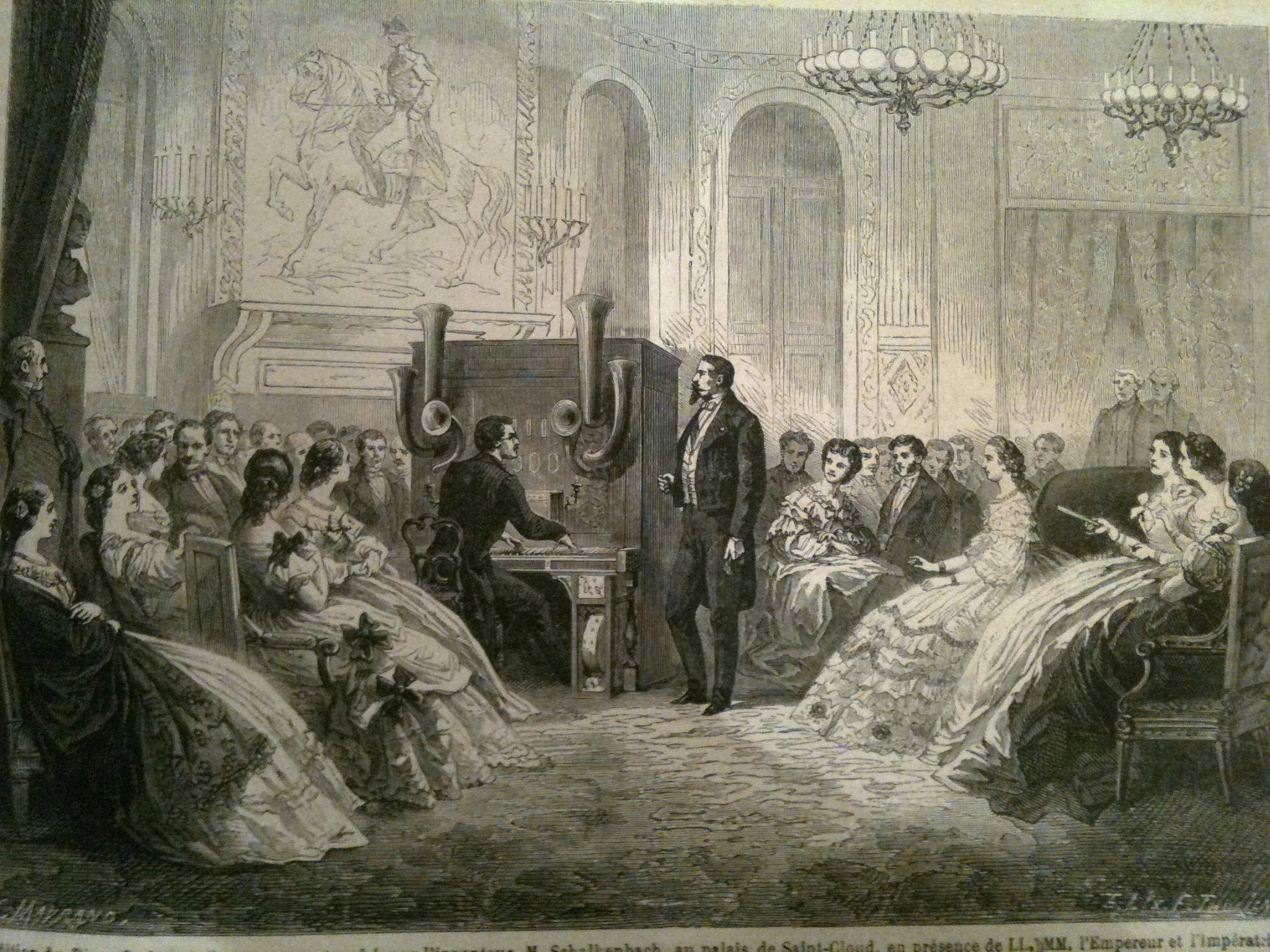
L'électrification des instruments de musique commence dès la moitié du XIX : ici, le piano orchestre électro-moteur de Johann Baptist Schalkenbach (1862).

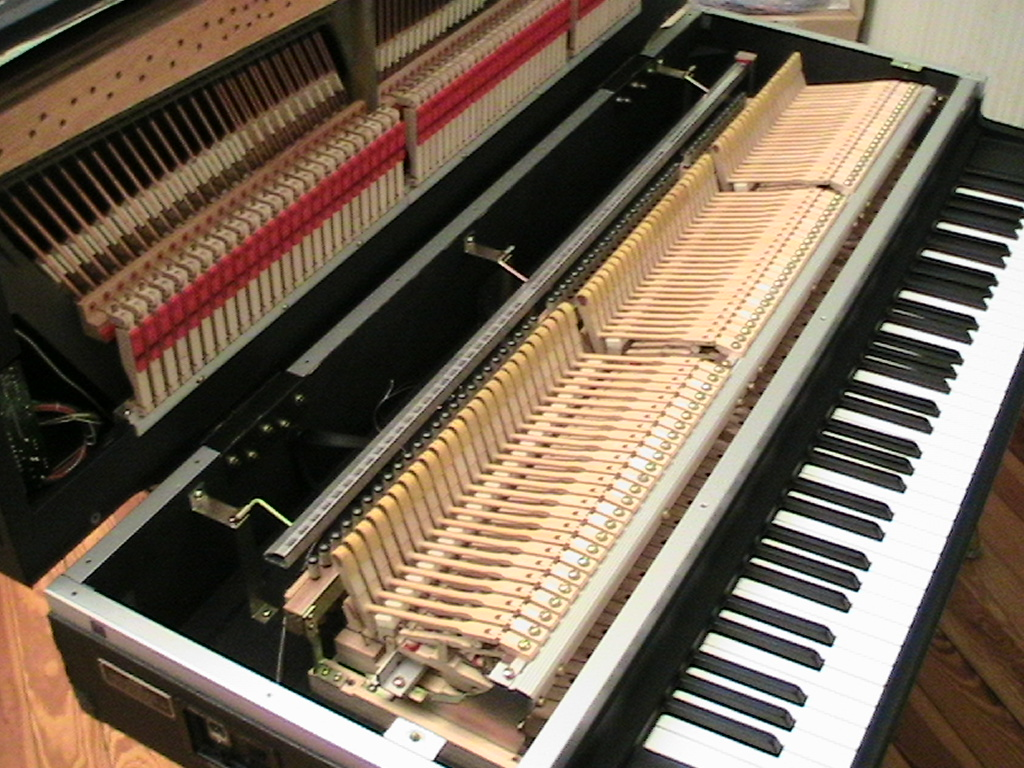
Intérieur d'un piano électrique Yamaha CP70

On range dans la catégorie instrument électromécanique un certain nombre de claviers faisant appel à des technologies hybrides pour produire leur timbre.
Dans un instrument électrique, les éléments physiques qui servaient d’amplificateur et de résonateur (caisse de résonance) ont été supprimés et un haut-parleur leur a été substitué. Dans ce type de systèmes, un capteur électromagnétique (microphone) transforme les oscillations du vibreur matériel en un courant électrique, traité ensuite par divers appareils pour aboutir à un haut-parleur. Ce dernier, excité par ce courant modifié et amplifié, produira par des déplacements de sa membrane les vibrations de l’air qui à leur tour se traduiront par des différences de pression sur le tympan humain.
Ces inventions sont à l’origine de la plupart des instruments apparus dans les années 1960 caractéristiques de la musique populaire : la guitare électrique, l’orgue Hammond à roues phoniques, le piano Fender Rhodes. On assiste alors à une augmentation considérable des puissances acoustiques délivrées grâce aux systèmes de sonorisation : de très petites formations de trois, quatre ou cinq musiciens peuvent facilement se faire entendre dans des salles de plus en plus grandes.
Ces instruments ont été particulièrement utilisés dans la musique funk et dans le jazz des années 1970, mais ils sont toujours largement utilisés aujourd'hui et connaissent même une nouvelle jeunesse grâce à leurs imitations sous forme d'instruments virtuels.
Quelques exemples :
- Telharmonium
- Orgue Hammond
- Piano électrique
  - Neo-Bechstein (en)
  - Fender Rhodes
  - Wurlitzer
  - Yamaha
- Hohner Clavinet
- Hohner Pianet
- Weltmeister Claviset